# Quisqualis sulcata
Quisqualis sulcata là một loài thực vật có hoa trong họ Trâm bầu. Loài này được Slooten miêu tả khoa học đầu tiên năm 1919.